# Улік
Улік (англ. Ulik) — вигаданий персонаж, що з'являвся на сторінках коміксів американського видавництва Marvel Comics, де зображувався як супротивник Тору, богу грому та принцу Асґарду. Улік був вигаданий Стеном Лі та Джеком Кірбі й уперше з'явився в «Thor» #137 (лютий 1967).
Дебютувавши у Срібному віці коміксів, Улік з'являвся у понад сорокарічній історії Marvel, головним чином, як один з ворогів Тора. Персонаж також з'являвся в інших продуктах, пов'язаних з Marvel, включаючи анімаційні телевізійні серіали, іграшки та торгові картки.

## Історія публікації
Письменник Майк Конрой прокоментував дебют Уліка в «Thor» #137 (лютий 1967): «У такому зануреному в скандинавську міфологію коміксі, як «Тор» від Marvel, не дивно зустріти такого великого і злого троля, як Улік». Створений як фізичний двійник бога-громовержця, асґардійський троль Улік став для героя одвічним лиходієм.

## Вигадана біографія
Улік — троль з королівства Норнгейм, розташованого під землею у вимірі Асґард. Тролі відчували беззаперечну ненависть до Одіна та скандинавських богів через те, що Одін вигнав їх з поверхні багато століть тому. Бог грому Тор вперше зустрівся з Уліком, коли Ґейрродур, король скельних тролів, наказав Уліку викрасти Мйольнір, зачарований молот Тора. Улік зазнав поразки від Тора, яка стала першою з незліченних поразок від рук Одінсона.
Улік також був відповідальним за звільнення Манґоґа, монстра, який, за легендами, володів ненавистю мільярдів істот, вбитих Одіном та скандинавськими богами. Манґоґ був майже нестримним і допомагав різним злим істотам, останнім з яких був божевільний титан Танос. Улік міг здаватися бездумним розбишакою, але він був амбітним. Улік проголосив, що лише Ґейрродур може командувати ним, і не раз намагався вирвати у нього трон. Він очолив кілька вторгнень на Землю через міжпросторові портали, але зазнав поразки від Тора та інших героїв Землі. Одного разу, після невдалої спроби вторгнення, Тор запечатав портал розплавленою породою. Тоді Гейрдур заслав Уліка до печей королівства рок-тролів. Після втечі Улік знайшов інше царство тролів. Відправивши у відставку їхнього правителя, Улік взяв під контроль це царство і продовжує мститися Тору та іншим асам.
Мабуть, найприкрішої поразки він зазнав на Землі. Здолавши і Тора, і Геракла, сина Зевса, він зазнав поразки від смертного поліцейського на ім'я лейтенант Маркус Стоун. Розрядивши в Уліка всі свої патрони, Стоун заарештував його, як звичайного злочинця.

## Сили та здібності
Улік володіє надлюдською силою, витривалістю та стійкістю, а також має здатність бачити в інфрачервоному діапазоні спектра, що дозволяє йому повністю бачити вночі. Він також є чудовим бійцем у рукопашному бою. У бою Улік використовує металеві смуги, викувані з уру, які надягають на руки, як кастети.